# Souhvězdí Páva
Páv je souhvězdí na jižní obloze. V českých zeměpisných šířkách je nepozorovatelné, jelikož nikdy nevystoupí na obzor.

## Významné hvězdy
| Hvězda | Jméno   | Hvězdná velikost |
| ------ | ------- | ---------------- |
| α Pav  | Peacock | 1,918m           |
| β Pav  | β Pav   | 3,42m            |
| γ Pav  | γ Pav   | 4,21m            |